# Рованіємі
Ро́ваніємі — місто і муніципалітет у Фінляндії, адміністративний центр губернії Лапландія та однойменної провінції з 1938 року.
Після об'єднання у 2006 році з Рованіємським сільським муніципалітетом Рованіємі став 12-им за населенням містом Фінляндії і найбільшим за площею містом Європи.

## Географія
Місто Рованіємі розташоване за 8 км південніше полярного кола, на місці злиття двох великих північних річок — Оунасйокі і Кемійокі. Відстань до Гельсінкі — 800 км, до Санкт-Петербургу — 1025 км. Рованіємі — найбільше місто в Європі за площею, 8016 км², через включення в місто навколишніх хуторів.
У вересні, жовтні, лютому і березні в околицях міста можна побачити північне сяйво.

### Клімат
Місто знаходиться в зоні, котра характеризується континентальним субарктичним кліматом. Найтепліший місяць — липень із середньою температурою 15.2 °C (59.4 °F). Найхолодніший місяць — січень із середньою температурою -11.8 °С (10.8 °F).
| Клімат Рованіємі        | Клімат Рованіємі | Клімат Рованіємі | Клімат Рованіємі | Клімат Рованіємі | Клімат Рованіємі | Клімат Рованіємі | Клімат Рованіємі | Клімат Рованіємі | Клімат Рованіємі | Клімат Рованіємі | Клімат Рованіємі | Клімат Рованіємі | Клімат Рованіємі |
| Показник                | Січ.             | Лют.             | Бер.             | Квіт.            | Трав.            | Черв.            | Лип.             | Серп.            | Вер.             | Жовт.            | Лист.            | Груд.            | Рік              |
| Середній максимум, °C   | −8,5             | −8,1             | −2,8             | 2,7              | 10,2             | 16,8             | 19,4             | 16,1             | 10               | 2,6              | −3,5             | −6,9             | 4                |
| Середня температура, °C | −11,8            | −11,1            | −6,1             | −0,9             | 6                | 12,4             | 15,2             | 12,3             | 6,9              | 0,3              | −6,1             | −10,1            | 0,6              |
| Середній мінімум, °C    | −15,1            | −14,1            | −9,4             | −4,5             | 1,8              | 8,1              | 11               | 8,6              | 3,8              | −2               | −8,7             | −13,3            | −2,8             |
| Норма опадів, мм        | 42.1             | 33.6             | 35.6             | 30.9             | 35.9             | 59.1             | 69.1             | 71.7             | 54               | 54.6             | 48.6             | 41.7             | 576.9            |
| Днів з опадами          | 10               | 9                | 9                | 8                | 7                | 9                | 10               | 10               | 9                | 11               | 12               | 10               | 114              |
| ----------------------- | ---------------- | ---------------- | ---------------- | ---------------- | ---------------- | ---------------- | ---------------- | ---------------- | ---------------- | ---------------- | ---------------- | ---------------- | ---------------- |
| Джерело: Weatherbase    |                  |                  |                  |                  |                  |                  |                  |                  |                  |                  |                  |                  |                  |

## Історія

Герб Рованіємі 1930–2005

Стародавнє поселення на місці сучасного міста датується XI століттям. Перша згадка про місто відноситься до 1453 року. Назва походить від саамського «roavve», що означає заліснений пагорб.
З моменту заснування Рованіємі став швидко розвиватися як центр торгівлі і освіти в регіоні. На початку XIX століття місто отримало додатковий імпульс до розвитку в зв'язку зі збільшенням зацікавленості до лапландських природних ресурсів. Нових переселенців приваблювали великі лісозаготівлі та лісосплави. «Золота лихоманка» стала причиною ще більшої зацікавленості до міста. У підсумку Рованіємі став великим економічним центром губернії.
У 1944 р. під час Лапландскої війни зруйноване майже вщент німецькими військами під командуванням Лотара Рендуліча, але після закінчення війни відновлене. У 1960 році Рованіємі отримав статус міста. У 1970 році місто стало центром проведення VI Зимової Універсіади.
У вересні 2023 року в пресі з’явилося повідомлення, що в Рованіємі розпочалось будівництво авіабази для нових багатоцільових винищувачів F-35. Очікується, що будівництво авіабази триватиме до 2027 року.

## Населення
Населення — 57,8 тис. жителів (2005).

## Архітектура і атракції
Особлива роль в формуванні архітектури Рованіємі належить Алвару Аалто. Завдячуючи йому в місті з'явились такі споруди, як будівля міської адміністрації, театр і бібліотека. У Рованіємі є художні галереї, музеї, та інші культурні споруди.
Одною з найвідоміших атракцій міста є культурний центр «Арктикум», відкритий в 1992 р. на березі річки Оунасйокі. В даному центрі розташовані музеї і проводяться виставки, присвячені Лапландії. У місті зведені міст «Свіча сплавника» (Jätkänkynttilä) з Вічним вогнем, палац «Лапландія» (Lappia-talo), Церква Рованіємі, будівля муніципалітету і бібліотека, задумані як єдиний культурний комплекс.
Краєзнавчий музей «Пеуккеля» демонструє звичаї і описує заняття жителів Північної Фінляндії в XIX столітті, наприклад, ловлю лосося і оленярство. В Художньому музеї Rauman TaIDemuseo проводяться виставки сучасного мистецтва країн Балтійського моря. В музеї лісу Лапландії, розташованому просто неба, можна дізнатись про життя лапландських лісорубів і сплавників у першій половині XX століття. До місцевих атракцій також належить церква XV століття, мереживна кімната, і присвячена мореплавству експозиція в Старій Ратуші, будинки судновласника і моряка, Художній музей Леннстрема Муіна, музей Раума, музей гончара.

### Список атракцій

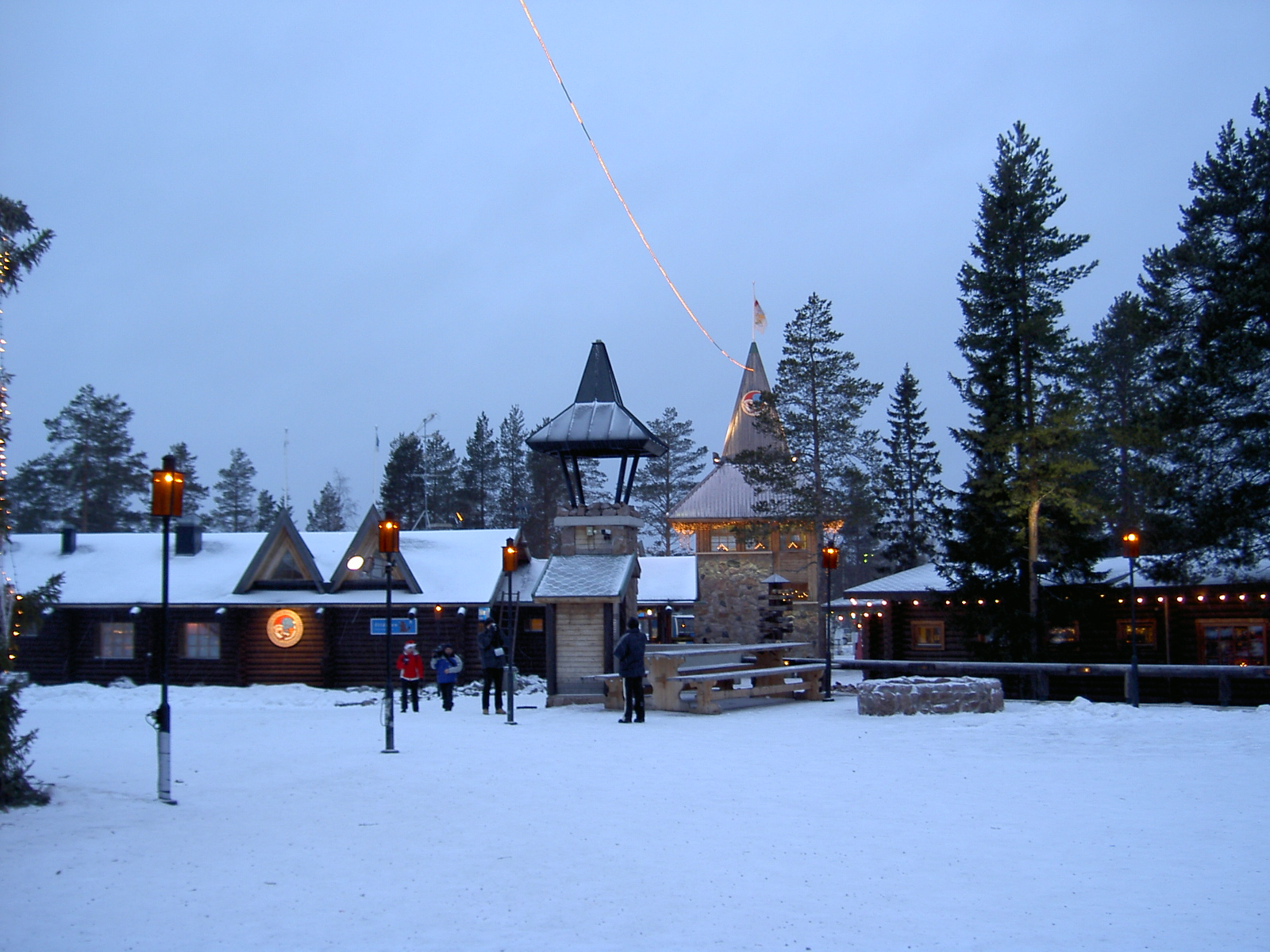
Село Санта-Клауса (Йоулупуккі)

- Село Санта-Клауса, Сантапарк
- Центр «Арктикум» — це музей (Обласний музей Лапландії), науковий центр (Арктичний центр)., збудований в 1992 році.
- зоологічний парк «Рануа» — найпівнічніший зоопарк у світі. Розташований в годині їзди від Рованіємі. Тут можна побачити представників понад 50 видів північної фауни.
- художній музей Рованіємі
- лапландський «Музей лісу» — музей просто неба серед вкритих лісами гір. Експонати розповідають про традиції, життя і роботу лапландських лісорубів і сплавників в 1900-1950-х роках.
- євангелістсько-лютеранська церква
- православна церква Святого Апостола Андреаса (Андрія)
- аметистова копальня Луосто (130 км від Рованіємі на північ)
- міст Яткянкюнттіля[fi], «Свіча сплавника» — один з символів Рованіємі.
- краєзнавчий музей Пеуюккеля (фін. Rovaniemen kotiseutumuseo Pöykkölä) — показує обстановку сільського життя Північної Фінляндії XIX століття.
- Молкокенгяс (фін. Molkoköngäs) — стремнина, одна з найкрасивіших на річці Оунасйокі.
- Вказівник «Полярне коло» — знаходиться біля північного в'їзду в місто. На вказівнику вказані точні географічні координати точки, де він знаходиться[13].

## Освіта
У Рованіємі розташований найпівнічніший у Фінляндії і ЄС університет — Лапландський університет.

## Транспорт

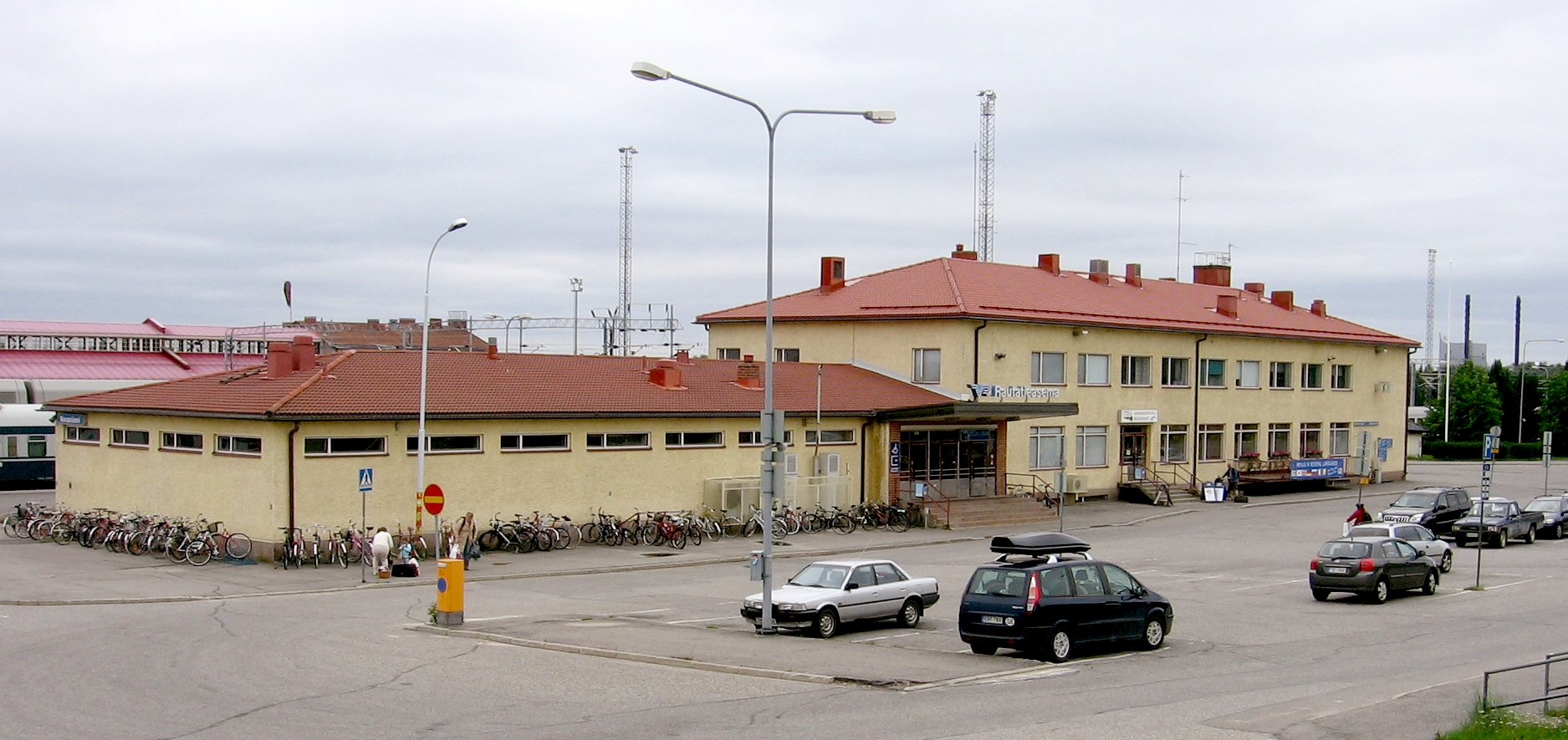
Залізнична станція

У Рованіємі є залізнична станція, яка діє з 1909 року. За 10 км від міста розташований міжнародний аеропорт Рованіємі.

## Туризм
Літом туристам пропонуються піші прогулянки, прогулянки на човнах річкою, відвідання оленячих ферм. Зимою — різні види зимового відпочинку: бігові і гірські лижі, сноуборд, катання на оленячих і собачих упряжках.
Традиційно вважається, що Санта-Клаус (в Фінляндії — Йоулупуккі) живе в Лапландії, столицею якої є Рованіємі. Це призвело до перетворення Рованіємі в міжнародний туристичний центр, розрахований в основному на дітей і їх батьків. Рованіємі — рідне місто Йоулупуккі. Його резиденція — найпопулярніше місце відвідування туристів взимку.
Крім цього, у Рованіємі проводять змагання з лижного спорту на найвищому рівні.

## Спорт
- Арена Лапландії

## Міста-побратими
- Мурманськ, Росія - призупинено.(1962)
- Рабка-Здруй, Польща
- Ольштин, Польща
- Айка, Угорщина
- Кассель, Німеччина